# Rhamphomyia multicolor
Rhamphomyia multicolor är en tvåvingeart som beskrevs av Frey 1952. Rhamphomyia multicolor ingår i släktet Rhamphomyia och familjen dansflugor. Inga underarter finns listade i Catalogue of Life.